# Gryfino
Gryfino (německy Greifenhagen, Griphenhagen nebo Griphinhagen) je okresní město v západopomořanském vojvodství na severozápadě Polska. Leží u břehu Odry na Weltynské pláni. Mezi řekou a hranicí s Německem, kterou tvoří západní rameno Odry, se nachází Národní park Údolí dolní Odry (německy Nationalpark Unteres Odertal). Podle údajů z 31. prosince 2008 mělo město 21 065 obyvatel.

## Historie
V raném středověku zde stávala slovanská rybářská vesnice zvaná Dąbrowa. Samotné město však vzniklo až ve třináctém století. Městská práva zapsaná v listině vydané knížetem Barnimem I. získalo v roce 1254.
Městský znak je odvozen z pečetidla používaného ve středověku. V bílém poli je doleva otočený červený pologryf se žlutým zobákem a drápy. Pod ním se nachází zelená větev a v pravé části žlutá šestiramenná hvězda. Obrysy všech prvků znaku jsou černé. Pologryf odkazuje na západopomořanský vévodský rod Greifenů.
V únoru probíhá v městském kulturním centru Týden českých a slovenských filmů.
Ve městě se narodil Tomasz Adam Kaniewski, autor učebnice českého jazyka pro Poláky.

## Partnerská města
- Barlinek, (Polsko)
- Bersenbrück, (Německo)
- Gartz (Oder), (Německo)
- Raciechowice, (Polsko)
- Schwedt/Oder, (Německo)